# Konstandinos Christoforu
Konstandinos Christoforu (gr. Κωνσταντίνος Χριστοφόρου; ur. 25 kwietnia 1977 w Limassolu) – cypryjski piosenkarz i kompozytor.

## Życiorys
Zadebiutował na rynku fonograficznym w 1994 singlem „Tora pu milas”. W 1996 wydał debiutancki album studyjny pt. O, ti m' afora, który stał się pierwszym w historii cypryjskim albumem wyróżnionym certyfikatem potrójnie platynowej płyty w kraju. W 1996, reprezentując Cypr z utworem „Mono ja mas”, zajął dziewiąte miejsce w finale 41. Konkursu Piosenki Eurowizji w Oslo.
W latach 1999–2002 był wokalistą boys bandu One, z którym wydał trzy albumy: One (1999), Moro mu (2001) i Echo tosa na su po (2003). W 2003, reprezentując Cypr z utworem „Gimme”, grupa zajęła szóste miejsce w finale 47. Konkursu Piosenki Eurowizji w Tallinnie.
Po odejściu z zespołu ponownie skupił się karierze solowej i wydał kolejne albumy: I agapi su pai (2002), Idiotiki parastasi (2004), O Jiros tu Kosmu (2005), I alitia ine mia (2007) i Alios (2009). W 2005, reprezentując Cypr z utworem „Ela Ela (Come Baby)”, zajął 18. miejsce w finale w 50. Konkursu Piosenki Eurowizji. Przed udziałem w konkursie odbył minitrasę promocyjną po Europie. W czerwcu 2007 dał koncert jako support przed Bryanem Adamsem.